# Eliteschule des Fußballs
Eliteschule des Fußballs ist ein vom Deutschen Fußball-Bund (DFB) vergebenes Zertifikat, das für die Förderung der parallelen sportlichen und schulischen Ausbildung von Jugendspielern an Schulen im kooperativen Verbund mit Vereinen und Verbänden verliehen wird.
Erstmals wurde das Zertifikat, das mit Fördergeldern in variabler Höhe verbunden ist, am 15. September 2006 an die Lausitzer Sportschule in Cottbus vergeben. Ziel des Fußballbunds ist die Schaffung eines Netzwerkes aus Eliteschulen, die im Rahmen von Kooperationen mit Jugendleistungszentren der Vereine unter anderem durch flexible Schulzeiten und Klausurtermine eigens eingerichteter Sportler-Klassen die Ausbildung potentieller Profifußballspieler im sportlichen und schulischen Bereich unterstützen und somit zur Nachwuchsförderung des DFB beitragen. Der 18 Punkte umfassende Kriterienkatalog zur Verleihung des Zertifikats beinhaltet unter anderem einen Schulkonferenzbeschluss zur leistungsorientierten Schulsportförderung, die Abstellung von Fußballtrainern des Vereins zum Fußball-Unterricht und eine außerschulische Betreuung der Jugendspieler sowie infrastrukturelle Voraussetzungen.
Unter den derzeit 29 zertifizierten Eliteschulen befinden sich in Bad Neuenahr, Kamen, Saarbrücken und Potsdam vier Schulen beziehungsweise Schulverbünde, die für ihre Arbeit im Bereich Mädchenfußball ausgezeichnet wurden, während die fünf Schulen in Hamburg, Freiburg, Jena, Leverkusen, Magdeburg und Neunkirchen sowohl Jungen als auch Mädchen fördern und alle weiteren für ihre Arbeit im Jungenfußball zertifiziert wurden. Der vergleichsweise hohe Anteil an Schulen aus den neuen Bundesländern ist auch auf die Kinder- und Jugendsportschulen der DDR zurückzuführen.

## Zertifizierte Schulen
| Schule | Ort                   | Kooperationsverein(e)                                      | Jungen | Mädchen |
| --- | --------------------- | ---------------------------------------------------------- | ------ | ------- |
| Heinrich-von-Buz Realschule | Augsburg              | FC Augsburg                                                |        |         |
| Flatow-Oberschule | Berlin                | 1. FC Union Berlin                                         | ja     | ja      |
| Poelchau-Oberschule | Berlin                | Hertha BSC                                                 | ja     | nein    |
| Schulverbund aus Helmholtz-Gymnasium Luisen-Realschule                                                                          | Bielefeld             | Arminia Bielefeld                                          | ja     | nein    |
| Schulverbund aus Märkische Schule Maria Sibylla Merian-Gesamtschule Pestalozzi-Realschule Hellweg-Schule                        | Bochum                | VfL Bochum                                                 | ja     | nein    |
| Gymnasium Links der Weser | Bremen                | Werder Bremen                                              | ja     | nein    |
| Schulsportzentrum | Chemnitz              | Chemnitzer FC                                              | ja     | nein    |
| Lausitzer Sportschule | Cottbus               | Energie Cottbus                                            | ja     | nein    |
| Schulverbund aus Sportgymnasium Sportmittelschule                                                                               | Dresden               | Dynamo Dresden                                             | ja     | nein    |
| Pierre-de-Coubertin-Gymnasium                                                                                                   | Erfurt                | FC Rot-Weiß Erfurt                                         | ja     | nein    |
| Carl-von-Weinberg-Schule | Frankfurt am Main     | FSV Frankfurt und Eintracht Frankfurt                      | ja     | ja      |
| Schulverbund aus Rotteck-Gymnasium Max-Weber-Schule Staudinger Schule                                                           | Freiburg im Breisgau  | SC Freiburg                                                | ja     | ja      |
| Gesamtschule Berger Feld | Gelsenkirchen         | FC Schalke 04                                              | ja     | nein    |
| Schulverbund aus Gymnasium Heidberg Stadtteilschule am Heidberg                                                                 | Hamburg               | Hamburger SV                                               | ja     | ja      |
| Carl-Friedrich-Gauß-Schule | Hemmingen             | Hannover 96                                                | ja     | nein    |
| GutsMuths Sportgymnasium | Jena                  | FC Carl Zeiss Jena                                         | ja     | ja      |
| Schulverbund aus Heinrich-Heine-Gymnasium Kurpfalz-Realschule IGS Berta von Suttner                                             | Kaiserslautern        | 1. FC Kaiserslautern                                       | ja     | nein    |
| Schulverbund aus Städtisches Gymnasium Fridtjof Nansen Realschule Städtische Gesamtschule Städtische Hauptschule                | Kamen                 | VfL Bochum                                                 | nein   | ja      |
| Otto-Hahn-Gymnasium | Karlsruhe             | Karlsruher SC                                              | ja     | nein    |
| Schulverbund aus Elsa-Brandström-Realschule Alfred-Müller-Armack-Berufskolleg                                                   | Köln                  | 1. FC Köln                                                 | ja     | nein    |
| Schulverbund aus Sächsisches Landesgymnasium für Sport Musikalisch-Sportliches Gymnasium Leipzig Sportoberschule Leipzig        | Leipzig               | RB Leipzig                                                 | ja     | ja      |
| Landrat-Lucas-Gymnasium | Leverkusen            | Bayer 04 Leverkusen                                        | ja     | ja      |
| Schulverbund aus Sportgymnasium Sportsekundarschule „Hans Schellheimer“                                                         | Magdeburg             | 1. FC Magdeburg und Magdeburger FFC                        | ja     | ja      |
| IGS Mainz-Bretzenheim | Mainz                 | 1. FSV Mainz 05                                            | ja     | nein    |
| Schulverbund aus Berufskolleg Volksgarten Gesamtschule Hardt Gymnasium Rheindahlen                                              | Mönchengladbach       | Borussia Mönchengladbach                                   | ja     | nein    |
| Schulverbund aus Städtisches Theodolinden-Gymnasium Walter-Klingenbeck-Schule Mittelschule Taufkirchen                          | München / Taufkirchen | FC Bayern München, TSV 1860 München und SpVgg Unterhaching | ja     | nein    |
| Gymnasium am Krebsberg | Neunkirchen           | SV Elversberg                                              | ja     | ja      |
| Bertolt-Brecht-Schule | Nürnberg              | 1. FC Nürnberg                                             | ja     | nein    |
| Schulzentrum Sonnenhügel (Wittekind-Realschule Ernst-Moritz-Arndt-Gymnasium Felix-Nussbaumschule)                               | Osnabrück             | VfL Osnabrück                                              | ja     | ja      |
| Reismann-Gymnasium | Paderborn             | SC Paderborn 07                                            | ja     | nein    |
| Sportschule Potsdam „Friedrich Ludwig Jahn“                                                                                     | Potsdam               | 1. FFC Turbine Potsdam                                     | nein   | ja      |
| Schulverbund aus CJD Jugenddorf-Christophorusschule Heinrich-Schütz-Realschule                                                  | Rostock               | Hansa Rostock                                              | ja     | nein    |
| Gymnasium am Rotenbühl | Saarbrücken           | 1. FC Saarbrücken                                          | nein   | ja      |
| Schulverbund aus Wilhelmi-Gymnasium Sinsheim Kraichgau-Realschule Max-Weber-Schule Friedrich-Hecker-Schule Theodor-Heuss-Schule | Sinsheim              | 1899 Hoffenheim                                            | ja     | ja      |
| Schulverbund aus Linden-Realschule Wirtemberg-Gymnasium Johann-Friedrich-von-Cotta-Schule                                       | Stuttgart             | VfB Stuttgart                                              | ja     | nein    |
| Elly-Heuss-Schule | Wiesbaden             | SV Wehen Wiesbaden                                         | ja     | nein    |
| Eichendorffschule | Wolfsburg             | VfL Wolfsburg                                              | ja     | ja      |

## Nachweise
1. ↑  Eliteschulen des Fußballs, abgerufen am 26. September 2016